# 2006
Il 2006 (MMVI in numeri romani) è un anno  del XXI secolo.

## Eventi
- Anno di Mozart, per festeggiare il 250esimo anniversario dalla nascita del compositore austriaco Wolfgang Amadeus Mozart.
- Anno di Rembrandt, in commemorazione del 400esimo anniversario dalla nascita di Rembrandt Harmenszoon Van Rijn, il più grande pittore olandese del XVII secolo.
- Anno di Tesla, in commemorazione del 150esimo anniversario dalla nascita del celeberrimo inventore Nikola Tesla.
- Anno internazionale del deserto e della desertificazione
- Patrasso (Grecia) è la Capitale europea della cultura.
- Inizia una crisi finanziaria mondiale.

### Gennaio
- 1º gennaio
  - Yemen: vengono sequestrati cinque turisti italiani.
  - A Zurigo vengono eletti i 21 finalisti per il titolo delle Sette meraviglie del mondo moderno.
- 2 gennaio
  - Bad Reichenhall, Germania: crolla il tetto di uno stadio del ghiaccio; sono quindici le vittime.
  - Iraq: in diversi attentati muoiono cinque persone a Ba'quba; altri otto attacchi a Baghdad provocano diverse vittime.
  - Russia: la Gazprom accusa l'Ucraina di rubare gas all'Occidente.
  - Indonesia: 24 morti per le inondazioni.
- 3 gennaio
  - Stati Uniti: Saddam Hussein dichiara di preferire la pena di morte per fucilazione.
  - Stati Uniti: crolla una miniera nella Virginia Occidentale mentre dodici minatori stavano lavorando. Le autorità in primis rivelano che si salveranno, salvo poi scoprire il giorno seguente che sono tutti morti nell'incidente.
- 4 gennaio
  - Iraq: trenta vittime per un attentato suicida a Ba'quba durante un funerale sciita.
  - Gerusalemme: viene ricoverato d'emergenza per emorragia cerebrale il leader israeliano Ariel Sharon. Ehud Olmert è premier ad interim.
  - Mosca: l'Ucraina firma con Gazprom l'accordo sul gas.
- 5 gennaio
  - Afghanistan: dieci vittime per un attentato suicida nella regione meridionale dell'Uruguzan.
  - Iraq: due attentati a Kerbela e Ramadi provocano 112 morti. Uccisi 5 soldati statunitensi a Baghdad e 2 a Najaf.
  - La Mecca: crolla un hotel, 53 morti.
- 6 gennaio – Yemen: liberati i cinque italiani rapiti il 1º gennaio, mentre i rapitori vengono arrestati.
- 7 gennaio
  - Baghdad: viene rapita dai guerriglieri la giornalista statunitense Jill Carroll.
  - Madrid: arrestato il generale José Mena Aguado, che aveva minacciato un golpe contro il nuovo Statuto della Catalogna.
- 12 gennaio
  - La Mecca: 345 persone muoiono schiacciate dalla folla in un'ondata di panico.
  - Scandalo in Brasile: l'Esercito e l'ente che protegge gli Indios addestrano giovani della Foresta amazzonica all'uso delle armi.
  - Ankara: il Governo turco ricorre contro la scarcerazione di Mehmet Ali Ağca.
  - Monaco di Baviera: la cellula di Mohammed Daki, assolto in Italia, è condannata per terrorismo internazionale.
- 13 gennaio – Washington: George W. Bush e Angela Merkel si accordano sui negoziati con l'Iran.
- 14 gennaio
  - Pakistan: l'Aviazione USA bombarda il villaggio di Damadola cercando di eliminare il Mullah Omar e Ayman al-Zawahiri, ma uccide 18 civili. Proteste ufficiali del Governo pakistano, mentre gli abitanti del villaggio danno fuoco ad un'Ong statunitense. Uccisi però nel raid anche 4 importanti terroristi, fra cui l'esperto di esplosivi Abu Khabab al-Misri.
  - Cile: il nuovo Presidente è la socialista Michelle Bachelet, che si dichiara vicina agli USA e richiama l'unità dei Paesi latino-americani.
- 15 gennaio
  - Finlandia: la socialdemocratica Tarja Halonen vince il primo turno delle presidenziali.
  - Israele: il Governo autorizza il voto del 25 gennaio anche a Gerusalemme Est. Divieto di campagna elettorale per Hamas.
- 16 gennaio
  - Hebron: Ehud Olmert ordina lo sgombero di alcune famiglie, ma i coloni promettono battaglia.
  - Portogallo: scandalo preelettorale per le intercettazioni che coinvolgono molti politici.
- 17 gennaio – Stati Uniti: la Corte Suprema boccia il ricorso del Governo contro la legge sull'eutanasia approvata dall'Oregon.
- 18 gennaio
  - Costa d'Avorio: i Giovani Patrioti, fedeli al Presidente Laurent Gbagbo, attaccano i Caschi blu dell'ONU; 4 morti.
  - Londra: la Polizia sventa un piano dei Fathers 4 Justice, che volevano rapire un figlio di Tony Blair.
- 19 gennaio – Tel Aviv: attacco kamikaze della Jihad Islamica. 20 feriti.
- 22 gennaio – Bolivia: Evo Morales, eletto con oltre il 53% dei voti, diventa il primo presidente indio nella storia della repubblica.
- 24 gennaio – Canada: il Partito Conservatore guidato da Stephen Harper vince le elezioni politiche canadesi e si aggiudica la maggioranza nel Governo minoritario.
- 25 gennaio – Città del Vaticano: pubblicata la prima Enciclica di Papa Benedetto XVI dal titolo Deus caritas est ("Dio è amore")
- 26 gennaio – Palestina: si dimettono il premier e il Governo palestinese, a seguito degli exit-poll che danno maggioranza assoluta agli estremisti di Hamas.
- 27 gennaio
  - Si celebrano i 250 anni dalla nascita di Wolfgang Amadeus Mozart; evento di punta è il concerto a Salisburgo, città natale del musicista, seguito in diretta televisiva da tutto il mondo.
  - Danimarca: vignette pubblicate il 30 settembre 2005 suscitano lo sdegno del mondo musulmano, per via di alcune caricature di Maometto. Inizia il boicottaggio dei prodotti danesi in Arabia Saudita.
- 28 gennaio – Polonia: crollo del tetto di una fiera a Chorzów nei pressi di Katowice. Una prima stima del numero delle vittime è di 66 morti e 141 feriti, alcuni dei quali molto gravi.

### Febbraio
- 3 febbraio
  - Danimarca: si accentua la crisi tra l'Islam e il Paese scandinavo circa le caricature di Maometto pubblicate nel quotidiano danese Jyllands-Posten. Mentre la Danimarca si difende in nome della libertà di espressione, posizione difesa dalla rivista francese France Soir che a sua volta ri-pubblica le vignette, Pakistan, Iran e Mogadiscio invitano al boicottaggio e all'emigrazione dalla Penisola nordica. A Giacarta presa d'assalto l'ambasciata.
  - Egitto: affonda una nave turistica con circa 1.400 passeggeri. Stime accertano il salvataggio di appena qualche centinaio di turisti.
- 4 febbraio – Danimarca: infuria la rivolta dell'Islam contro le vignette danesi su Maometto. L'Unione europea invita i Palestinesi a proteggere le sedi europee. Incendiate le ambasciate di Danimarca e Norvegia a Damasco. L'Iran annuncia ritorsioni contro i Paesi occidentali in cui sono state pubblicate le caricature. La Polizia siriana blocca l'attacco all'ambasciata francese a Damasco.
- 5 febbraio
  - Unione europea: la Presidenza austriaca dichiara "inaccettabili" gli incidenti contro le ambasciate di Paesi scandinavi a Damasco e nei territori palestinesi. In fiamme il consolato danese a Beirut, motivo per cui il Governo danese invita tutti i suoi cittadini a lasciare il Libano. Proteste pacifiche in Afghanistan. Gruppi militanti iracheni minacciano di morte i cittadini occidentali presenti nel Paese.
  - Trebisonda, Turchia: un sacerdote missionario italiano, don Andrea Santoro, viene assassinato da un fanatico musulmano di appena 17 anni.
- 24 febbraio
  - Francia: il virus dell'influenza aviaria viene scoperto in un allevamento di polli.
  - Iraq: in una rappresaglia sciita contro i Sunniti muoiono oltre 100 persone.
  - Mosca: crolla il tetto del mercato, 50 morti.

### Marzo
- 18 marzo – Francia: continuano le rivolte e le occupazioni degli studenti alla Sorbona per protestare contro il contratto di lavoro giovanile. Si paragona la rivolta ad un secondo sessantotto.

### Aprile
- 9 e 10 aprile – Italia: si svolgono le elezioni politiche, vince L'Unione guidata da Romano Prodi.
- 11 aprile – Viene arrestato il mafioso Bernardo Provenzano, dopo una lunga latitanza di 43 anni.
- 23 aprile – Torino, insieme a Roma, è Capitale mondiale del libro per un anno.

### Maggio
- Maggio – Angola: un'epidemia di colera contagia più di 30.000 persone. Più di 1.000 le vittime.
- 3 maggio – Russia: un Airbus A320 della compagnia di bandiera armena Armavia precipita sul Mar Nero in fase di avvicinamento all'Aeroporto di Soči-Adler. Nessun superstite delle 113 persone a bordo.
- 4 maggio – Baghdad: un kamikaze si fa saltare davanti al tribunale, uccidendo otto persone.
- 5 maggio – Afghanistan: esplode una bomba a Kabul; muoiono due alpini italiani e quattro restano feriti.
- 10 maggio – Italia: Il senatore a vita Giorgio Napolitano viene eletto presidente della Repubblica Italiana al 4º scrutinio. È il primo e finora l'unico Capo dello Stato a essere stato membro del Partito Comunista Italiano.
- 20 maggio
  - la Finlandia vince l'Eurovision Song Contest, ospitato ad Atene, Grecia.
  - Iraq: il Parlamento iracheno approva il Governo di unità nazionale, presieduto dallo sciita Nuri al-Maliki.
  - Iraq: attentati nella città di Baghdad provocano la morte di 24 persone e il ferimento di altre 58.
  - Cina: inaugurata la diga delle Tre gole, la maggiore opera idroelettrica del mondo.
- 21 maggio – Il Montenegro sceglie l'indipendenza dalla Serbia, grazie alla vittoria del sì nel referendum popolare.
- 27 maggio – Indonesia: un violento terremoto colpisce la città di Yogyakarta provocando circa 6.300 vittime
- 28 maggio – Colombia: Álvaro Uribe Vélez è rieletto presidente.

### Giugno
- 3 giugno – il Montenegro ottiene l'indipendenza con la secessione dalla Serbia e Montenegro, quest'ultima rinominata Serbia.
- 4 giugno – Perù: Alan García Pérez viene eletto presidente della repubblica.
- 15 giugno
  - Sri Lanka: attentato delle Tigri Tamil ad un autobus, muoiono 64 persone.
  - Iraq: a Tikrit 4 persone rimangono uccise in un attacco a una moschea; a Kerbela viene arrestato il Presidente del Consiglio provinciale, shaykh ‘Aqil Sahel al-Zubaydi.
  - Kandahar: 10 morti in un attentato.
- 16 giugno
  - Nepal: primi colloqui di pace fra i guerriglieri maoisti e il Governo.
  - Corsica: tre attentati dinamitardi dei separatisti non provocano feriti.
  - Italia: viene arrestato con le accuse di corruzione, associazione a delinquere e sfruttamento della prostituzione Vittorio Emanuele di Savoia (figlio primogenito dell'ultimo Re d'Italia Umberto II di Savoia).
- 25 e 26 giugno – Italia: si celebra il referendum confermativo per l'approvazione del disegno di legge costituzionale sulle "Modifiche alla Parte II della Costituzione": l'elettorato respinge il premierato, la devoluzione e l'istituzione del Senato federale della Repubblica.
- 28 giugno – il Montenegro diventa membro delle Nazioni Unite.
- 29 giugno – in occasione dell'appello di un detenuto, Salim Ahmed Hamdan, una sentenza della Corte Suprema degli Stati Uniti stabilisce la violazione della Convenzione di Ginevra e del Codice di Giustizia Militare statunitense nel campo di prigionia statunitense nella Baia di Guantánamo.

### Luglio
- 12 luglio – Israele scatena un'offensiva militare ai danni del Libano come ritorsione verso Hezbollah.
- 14 luglio – sull'Etna si aprono due bocche a 3.100 metri; la colata lavica prosegue verso la Valle del Bove.
- 17 luglio – una scossa sismica sottomarina, di magnitudo 7,2 provoca un maremoto che si abbatte sull'isola di Giava in Indonesia: oltre 630 morti.

### Agosto
- 6 agosto – Italia: si apre la seconda edizione del Roverway, che raduna oltre 4000 scout da tutta l'Europa e che si conclude il 14 agosto a Loppiano.
- 10 agosto – viene sventato a Londra un attentato agli aerei diretti negli USA. Nella notte vengono catturate 21 persone di origine pakistana.
- 11 agosto – a Gerusalemme, Angelo Frammartino, un giovane volontario italiano di 25 anni, viene assassinato da un giovane palestinese mentre passeggiava nella Città Vecchia.
- 14 agosto – cessano le ostilità fra Israele e Libano.
- 19 agosto – Italia: affonda un barcone di clandestini a Lampedusa, 10 morti.
- 23 agosto – Austria: Natascha Kampusch, una giovane ragazza rapita nel 1998 all'età di 10 anni, riesce a fuggire dopo 8 anni di prigionia.
- 31 agosto – viene ritrovato a Oslo il dipinto L'urlo di Edvard Munch, che era stato trafugato due anni prima. A dicembre esperti del Museo di Oslo confermano che l'umidità ha causato danni irreparabili al dipinto ed è impossibile un intervento di restauro.

### Settembre
- 6 settembre – Austria: Natascha Kampusch appare per la prima volta in tv dopo il suo rapimento.
- 12 settembre – viene presa d'assalto l'ambasciata americana a Damasco in Siria. Vengono uccisi 3 attentatori e uno viene catturato.
- 13 settembre
  - Baghdad: trovati in una fossa comune 66 cadaveri con segni di torture.
  - Montréal: sparatoria in un College. Muoiono due persone, fra cui l'attentatore.
- 14 settembre – Baghdad: ucciso Abu Ja'far al-Libi, capo di una cellula di al-Qa'ida, mentre viene compiuto l'arresto di Abu Ayman, numero quattro dell'organizzazione terroristica in Iraq. Intanto quattro autobombe uccidono 30 persone.
- 16 settembre – Svizzera: nella galleria autostradale della Viamala (Grigioni) si scontrano frontalmente un pullman e un'auto, provocando 9 morti e 5 feriti. Il pullman trasportava la squadra di hockey dei GDT Bellinzona.
- 19 settembre – colpo di Stato in Thailandia, il 18º tentato nel Paese dopo l'istituzione della monarchia costituzionale nel 1932.
- 21 settembre – le autorità militari irachene assumono direttamente la responsabilità della sicurezza nella provincia di Dhi Qar, già sotto il comando britannico e italiano.
- 26 settembre – Belgio: il Parlamento europeo approva l'entrata nell'Unione europea di Romania e Bulgaria per il 1º gennaio 2007.

### Ottobre
- 17 ottobre – Roma: un vagone della metropolitana della linea A tampona un altro vagone in sosta alla stazione Vittorio Emanuele, sfondandosi. Muore una donna, 235 i feriti.

### Novembre
- 5 novembre
  - USA: il Partito Democratico vince le elezioni di medio termine e conquista la Camera e il Senato; in seguito a questa sconfitta del Partito Repubblicano si dimette Donald Rumsfeld.
  - Il Tribunale iracheno condanna a morte per impiccagione l'ex-dittatore Saddam Hussein; le accuse sono genocidio e crimini contro l'umanità.
- 6 novembre – Europa: un black out elettrico partito dalla Germania colpisce dalle 22:05 alle 22:40 diverse regioni europee coinvolgendo circa dieci milioni di persone.
- 10 novembre – Palestina: un'incursione israeliana provoca 19 vittime a Beit Hanun; Israele parla di errore e dichiara di aver trovato un guasto nel sistema radar. Gli USA pongono il veto su una risoluzione ONU di condanna.
- 11 novembre – Libano: crisi di governo dopo le dimissioni dei ministri dei partiti Hezbollah e Amal, respinte dal premier Fouad Siniora. I cinque ministri confermano comunque la loro decisione.
- 23 novembre – Baghdad: attentati nel quartiere sciita di Sadr City provocano 161 morti.
- 24 novembre
  - Sri Lanka: 30 guerriglieri delle Tigri Tamil muoiono in scontri con l'esercito.
  - Iraq: un'autobomba e un kamikaze provocano 22 morti a Tal Afar. L'esercito USA annuncia l'uccisione di quattro terroristi di Al Qaida e l'arresto di altri sei in un'operazione a nord di Baghdad.
  - Medio Oriente: un cecchino israeliano uccide un miliziano delle Brigate Ezzedin al-Qassam. Dalla striscia di Gaza sono lanciati due razzi che si abbattono su Sderot senza conseguenze.

### Dicembre
- Tra il 30 novembre e il 1º dicembre il tifone "Durian" provoca circa 1.000 morti nelle Filippine.
- 2 dicembre: le forze armate italiane completano, dopo tre anni e mezzo di presenza, l'Operazione Antica Babilonia, presso la città di Nassiriya e la provincia di Dhi Qar (Iraq). L'operazione di rientro venne chiamata in codice Operazione Itaca.
- 6 dicembre – Nazioni Unite: approvato l'inizio dei lavori per la creazione di una legge internazionale riguardante il mercato delle armi, anche su pressione di Amnesty International. Nel voto vi sono stati 24 astenuti e il voto contrario degli USA.
- 11 dicembre – Italia: a Erba i coniugi Olindo Romano e Rosa Bazzi uccidono a coltellate e sprangate i vicini di casa Raffaella Castagna, il figlio Youssef Marzouk di soli 2 anni, Paola Galli (nonna del bambino) e Valeria Cherubini. Dalla strage ne esce superstite soltanto Mario Frigerio, marito di Valeria Cherubini, fingendosi morto. Il 26 novembre 2008 gli assassini Olindo e Rosa verranno condannati all'ergastolo e a 3 anni di isolamento diurno.
- 12 dicembre – Addis Abeba: l'ex dittatore etiope Menghistu Hailè Mariàm viene dichiarato colpevole in contumacia di genocidio dall'Alto Tribunale Federale dell'Etiopia. Ha 65 anni, tra gli anni settanta e i primi anni novanta guidò una giunta militare marxista-leninista.
- 13 dicembre – viene documentata la prima estinzione di un cetaceo: il lipote.
- 29 dicembre – il Regno Unito termina di restituire agli Stati Uniti 42.5 milioni di sterline, prestito Lend-Lease durante la Seconda Guerra Mondiale.
- 30 dicembre – viene eseguita la condanna a morte a Saddam Hussein per impiccagione.

## Sport
- XX Giochi olimpici invernali a Torino in Italia.
- XVIII edizione dei Campionati del Mondo di calcio in Germania.
- Europei di nuoto a Budapest in Ungheria dal 31 luglio al 6 agosto.
- Europei d'atletica leggera a Göteborg, in Svezia dal 6 al 13 agosto.[1]
- Mondiali maschili di pallacanestro in Giappone.
- Mondiali maschili e femminili di pallavolo in Giappone.
- 10 maggio – Eindhoven: il Siviglia vince la sua prima Coppa UEFA sconfiggendo 4-0 il Middlesbrough
- 12 maggio – Justin Gatlin corre i 100 metri piani in 9"76, un centesimo in meno del record del mondo. Da un'ulteriore verifica risulta che il tempo esatto è di 9"766, arrotondato a 9"77 in base al regolamento. La IAAF omologa il risultato di Gatlin come record del mondo eguagliato.
- 17 maggio: il Barcellona FC vince la sua seconda Champions League sconfiggendo 2-1 l'Arsenal nella finale allo Stade de France di Parigi.
- 9 giugno – cominciano in Germania i Mondiali di calcio.
- 20 giugno – I Miami Heat vincono il primo titolo NBA della loro storia, battendo in Gara 6 i Dallas Mavericks con la serie 4-2.
- 9 luglio
  - L'Italia vince in Germania, per la quarta volta, la Coppa del Mondo di calcio battendo la Francia 1-1 dopo i supplementari e 5-3 ai rigori. Decisivi l'errore di Trezeguet e il rigore di Fabio Grosso.
  - Roger Federer vince per il quarto anno consecutivo il torneo di Wimbledon. Sconfitto in finale lo spagnolo Rafael Nadal.
- 3 settembre – con la sconfitta contro Benjamin Becker agli U.S. Open, Andre Agassi si ritira dal tennis dopo 20 anni di carriera e 60 titoli vinti
- 10 settembre: Michael Schumacher annuncia il suo ritiro dalla Formula 1. Correrà l'ultimo Gran Premio in Brasile, il 22 ottobre 2006.
- 17 settembre: la Nazionale italiana di tennis vince la Federation Cup.
- 24 settembre: Paolo Bettini vince la prova su strada del Campionato del mondo di ciclismo.
- 3 ottobre: inizia la 73ª edizione del Campionato italiano di hockey su ghiaccio.
- 15 ottobre: Fernando Alonso vince per la seconda volta consecutiva il Campionato di Formula 1.
- 29 ottobre: Nicky Hayden si aggiudica il Campionato del Mondo MotoGP. Secondo è l'italiano Valentino Rossi.
- 21 novembre: Ian Thorpe, nuotatore australiano, abbandona l'attività agonistica a soli 24 anni.
- 17 dicembre: l'Internacional di Porto Alegre batte per 1-0 il Barcellona FC vincendo così il Mondiale per club FIFA.

## Scienze e tecnologia
- 4 gennaio –  Creato un organo artificialmente per mezzo di staminali.
- 17 gennaio – Ritorno della sonda spaziale Stardust (lanciata nel 1999) con campioni prelevati da una cometa.
- 25 aprile – esce nel commercio mondiale il Tivufonino (televisione+telefonino).
- 24 agosto –  Plutone viene riclassificato da pianeta a pianeta nano.
- 26 ottobre – lancio della missione spaziale STEREO
- 9 dicembre –  Lancio dalla base di Cape Canaveral dello Space Shuttle Discovery, il primo effettuato in notturna dopo il disastro del Columbia.

## Economia e politica
- 13 gennaio: la Nikon annuncia la fine della produzione delle macchine fotografiche a pellicola.
- 11 aprile: vengono resi noti gli esiti delle elezioni politiche del 2006. Vince, con un ristretto margine, L'Unione guidata da Romano Prodi.
- 17 settembre – Svezia: la coalizione di Centrodestra svedese, guidata da Fredrik Reinfeldt, vince le elezioni politiche.
- 19 settembre
  - Colpo di Stato militare filomonarchico in Thailandia.
  - Violente manifestazioni dell'opposizione al Governo socialista ungherese a seguito della scoperta delle gravi menzogne dette dal Primo Ministro nella precedente campagna elettorale.
- 13 ottobre: Ban Ki Moon, Sudcoreano, è il nuovo Segretario generale delle Nazioni Unite. Succede a Kofi Annan.
- 16 ottobre: l'Assemblea generale delle Nazioni Unite accetta la candidatura dell'Italia a far parte, come membro non permanente, del Consiglio di Sicurezza, dal 1º gennaio 2007 al 31 dicembre 2008.

## Nati
Ci sono circa 370 voci su persone nate nel 2006; vedi la pagina Nati nel 2006 per un elenco descrittivo o la categoria Nati nel 2006 per un indice alfabetico.

## Morti
Ci sono circa 1 730 voci su persone morte nel 2006; vedi la pagina Morti nel 2006 per un elenco descrittivo o la categoria Morti nel 2006 per un indice alfabetico.

## Calendario
| Calendario 2006 | Calendario 2006 | Calendario 2006 | Calendario 2006 | Calendario 2006 | Calendario 2006 | Calendario 2006 | Calendario 2006 | Calendario 2006 | Calendario 2006 | Calendario 2006 | Calendario 2006 | Calendario 2006 | Calendario 2006 | Calendario 2006 | Calendario 2006 | Calendario 2006 | Calendario 2006 | Calendario 2006 | Calendario 2006 | Calendario 2006 | Calendario 2006 | Calendario 2006 | Calendario 2006 | Calendario 2006 | Calendario 2006 | Calendario 2006 | Calendario 2006 | Calendario 2006 | Calendario 2006 | Calendario 2006 | Calendario 2006 | Calendario 2006 |
| --------------- | --------------- | --------------- | --------------- | --------------- | --------------- | --------------- | --------------- | --------------- | --------------- | --------------- | --------------- | --------------- | --------------- | --------------- | --------------- | --------------- | --------------- | --------------- | --------------- | --------------- | --------------- | --------------- | --------------- | --------------- | --------------- | --------------- | --------------- | --------------- | --------------- | --------------- | --------------- | --------------- |
|                 | 1               | 2               | 3               | 4               | 5               | 6               | 7               | 8               | 9               | 10              | 11              | 12              | 13              | 14              | 15              | 16              | 17              | 18              | 19              | 20              | 21              | 22              | 23              | 24              | 25              | 26              | 27              | 28              | 29              | 30              | 31              |                 |
| Gennaio         | Do              | Lu              | Ma              | Me              | Gi              | Ve              | Sa              | Do              | Lu              | Ma              | Me              | Gi              | Ve              | Sa              | Do              | Lu              | Ma              | Me              | Gi              | Ve              | Sa              | Do              | Lu              | Ma              | Me              | Gi              | Ve              | Sa              | Do              | Lu              | Ma              |                 |
| Febbraio        | Me              | Gi              | Ve              | Sa              | Do              | Lu              | Ma              | Me              | Gi              | Ve              | Sa              | Do              | Lu              | Ma              | Me              | Gi              | Ve              | Sa              | Do              | Lu              | Ma              | Me              | Gi              | Ve              | Sa              | Do              | Lu              | Ma              |                 |                 |                 |                 |
| Marzo           | Me              | Gi              | Ve              | Sa              | Do              | Lu              | Ma              | Me              | Gi              | Ve              | Sa              | Do              | Lu              | Ma              | Me              | Gi              | Ve              | Sa              | Do              | Lu              | Ma              | Me              | Gi              | Ve              | Sa              | Do              | Lu              | Ma              | Me              | Gi              | Ve              |                 |
| Aprile          | Sa              | Do              | Lu              | Ma              | Me              | Gi              | Ve              | Sa              | Do              | Lu              | Ma              | Me              | Gi              | Ve              | Sa              | Do              | Lu              | Ma              | Me              | Gi              | Ve              | Sa              | Do              | Lu              | Ma              | Me              | Gi              | Ve              | Sa              | Do              |                 |                 |
| Maggio          | Lu              | Ma              | Me              | Gi              | Ve              | Sa              | Do              | Lu              | Ma              | Me              | Gi              | Ve              | Sa              | Do              | Lu              | Ma              | Me              | Gi              | Ve              | Sa              | Do              | Lu              | Ma              | Me              | Gi              | Ve              | Sa              | Do              | Lu              | Ma              | Me              |                 |
| Giugno          | Gi              | Ve              | Sa              | Do              | Lu              | Ma              | Me              | Gi              | Ve              | Sa              | Do              | Lu              | Ma              | Me              | Gi              | Ve              | Sa              | Do              | Lu              | Ma              | Me              | Gi              | Ve              | Sa              | Do              | Lu              | Ma              | Me              | Gi              | Ve              |                 |                 |
| Luglio          | Sa              | Do              | Lu              | Ma              | Me              | Gi              | Ve              | Sa              | Do              | Lu              | Ma              | Me              | Gi              | Ve              | Sa              | Do              | Lu              | Ma              | Me              | Gi              | Ve              | Sa              | Do              | Lu              | Ma              | Me              | Gi              | Ve              | Sa              | Do              | Lu              |                 |
| Agosto          | Ma              | Me              | Gi              | Ve              | Sa              | Do              | Lu              | Ma              | Me              | Gi              | Ve              | Sa              | Do              | Lu              | Ma              | Me              | Gi              | Ve              | Sa              | Do              | Lu              | Ma              | Me              | Gi              | Ve              | Sa              | Do              | Lu              | Ma              | Me              | Gi              |                 |
| Settembre       | Ve              | Sa              | Do              | Lu              | Ma              | Me              | Gi              | Ve              | Sa              | Do              | Lu              | Ma              | Me              | Gi              | Ve              | Sa              | Do              | Lu              | Ma              | Me              | Gi              | Ve              | Sa              | Do              | Lu              | Ma              | Me              | Gi              | Ve              | Sa              |                 |                 |
| Ottobre         | Do              | Lu              | Ma              | Me              | Gi              | Ve              | Sa              | Do              | Lu              | Ma              | Me              | Gi              | Ve              | Sa              | Do              | Lu              | Ma              | Me              | Gi              | Ve              | Sa              | Do              | Lu              | Ma              | Me              | Gi              | Ve              | Sa              | Do              | Lu              | Ma              |                 |
| Novembre        | Me              | Gi              | Ve              | Sa              | Do              | Lu              | Ma              | Me              | Gi              | Ve              | Sa              | Do              | Lu              | Ma              | Me              | Gi              | Ve              | Sa              | Do              | Lu              | Ma              | Me              | Gi              | Ve              | Sa              | Do              | Lu              | Ma              | Me              | Gi              |                 |                 |
| Dicembre        | Ve              | Sa              | Do              | Lu              | Ma              | Me              | Gi              | Ve              | Sa              | Do              | Lu              | Ma              | Me              | Gi              | Ve              | Sa              | Do              | Lu              | Ma              | Me              | Gi              | Ve              | Sa              | Do              | Lu              | Ma              | Me              | Gi              | Ve              | Sa              | Do              |                 |

## Premi Nobel
In quest'anno sono stati conferiti i seguenti Premi Nobel:
- per la Medicina: Andrew Fire e Craig Mello
- per la Fisica: John Mather e George Smoot
- per la Chimica: Roger Kornberg
- per l'Economia: Edmund S. Phelps
- per la Letteratura: Orhan Pamuk
- per la Pace: Muhammad Yunus

## Arti
- Crash - Contatto fisico di Paul Haggis riceve 3 premi Oscar e un David di Donatello